# Кудрявець звичайний
{{#ifeq:0|0|{{#if:|{{#if:Descurainiasophia|[[]}}|}}}}
Кудрявець звичайний, кудрявець Софії (Descurainia sophia) — вид рослин з родини капустяних (Brassicaceae), поширений у Північній Африці та Євразії. Народні назви: кудрявець, рогачка, віники.

## Опис
Кудрявець звичайний — однорічна рослина. Корінь стрижневий. Стебло одне, прямостояче, розгалужене, висотою 20–70 см. Рослина спочатку коротко запушена, згодом гола. Листя чергові, сидячі, запушені, з вушками при основі, двічі або тричі перистороздільні з 5–7 парами сегментів. Квітки блідо-жовті, в багатоквіткових китицях на верхівці стебла і його розгалужень. Чашолистки віддалені, не стійкі. Пелюстки ≈ 2 мм у довжину. Плоди — стручки, 1.5–2.5 см, з опуклими стулками і помітною середньою жилкою. Насіння дрібне (0.7–0.8 мм у довжину), покриті маленькими горбками. Цвіте в травні-червні. Плоди дозрівають в липні-серпні.

## Поширення
Поширений у Північній Африці, Європі, Азії; натуралізований у ПАР, Японії, Кореї, Новій Зеландії, США, Канаді, пн. Мексиці, Аргентині, Чилі.
В Україні вид зростає на пустирях, біля доріг, жител — на всій території; бур'ян, харчова, вітамінна, отруйна, жиро-олійна рослина.

## Фармацевтичні властивості
З лікувальною метою застосовують насіння. Запах у рослини відсутній, смак їдкий, гіркуватий, маслянистий. 
Насіння містить глікозид (1–2%), який розкладається з виділенням ефірної олії. Рідкий екстракт насіння застосовують як знеболювальний засіб при функціональних та хронічних проносах.

## Заготівля
Заготовляють плоди на початку їх дозрівання, зрізуючи рослину ножиком або серпом. 
Сушать та зберігають у сухих та добре провітрюваних приміщеннях.

## Галерея

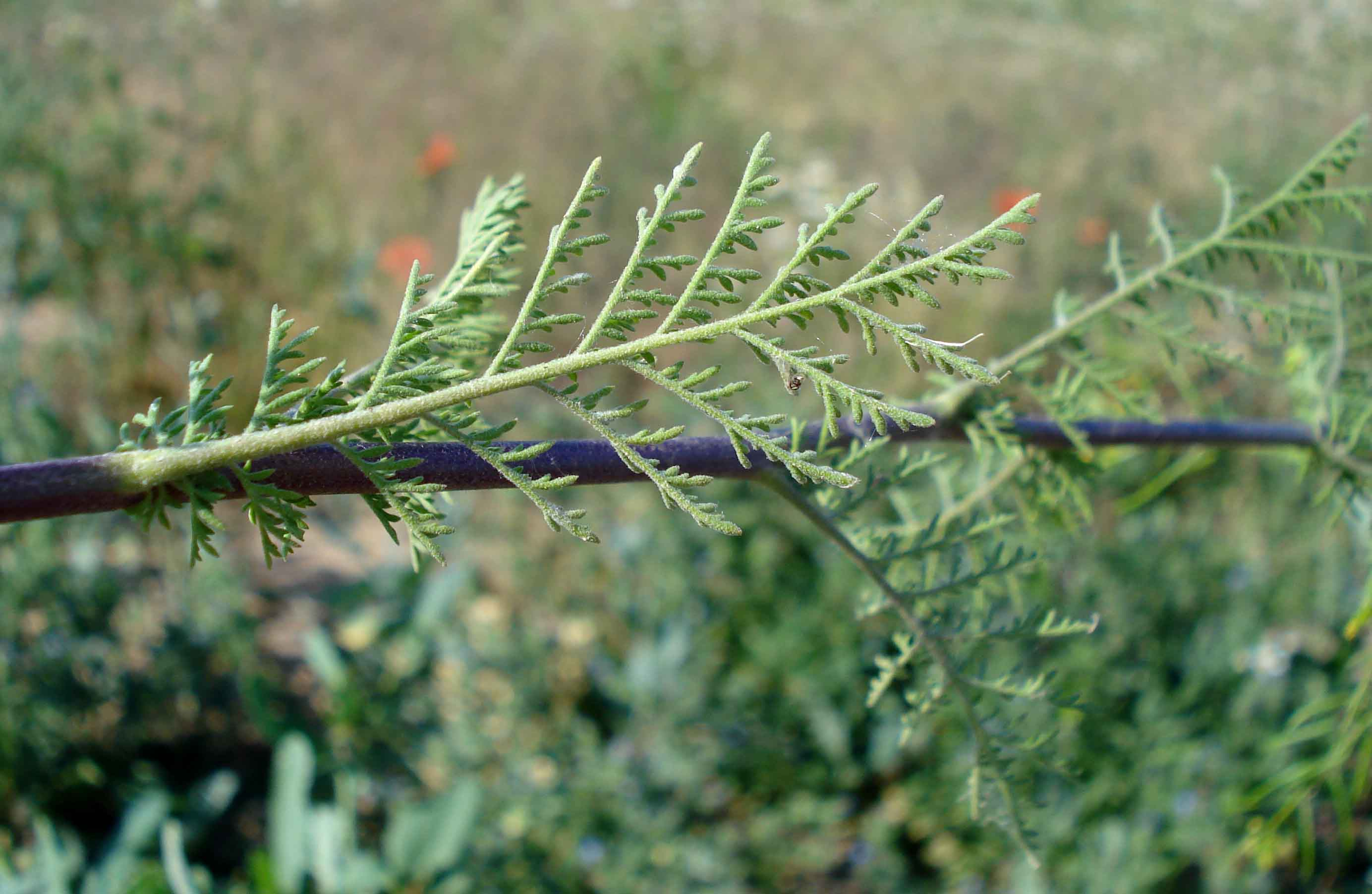
стебло й листя
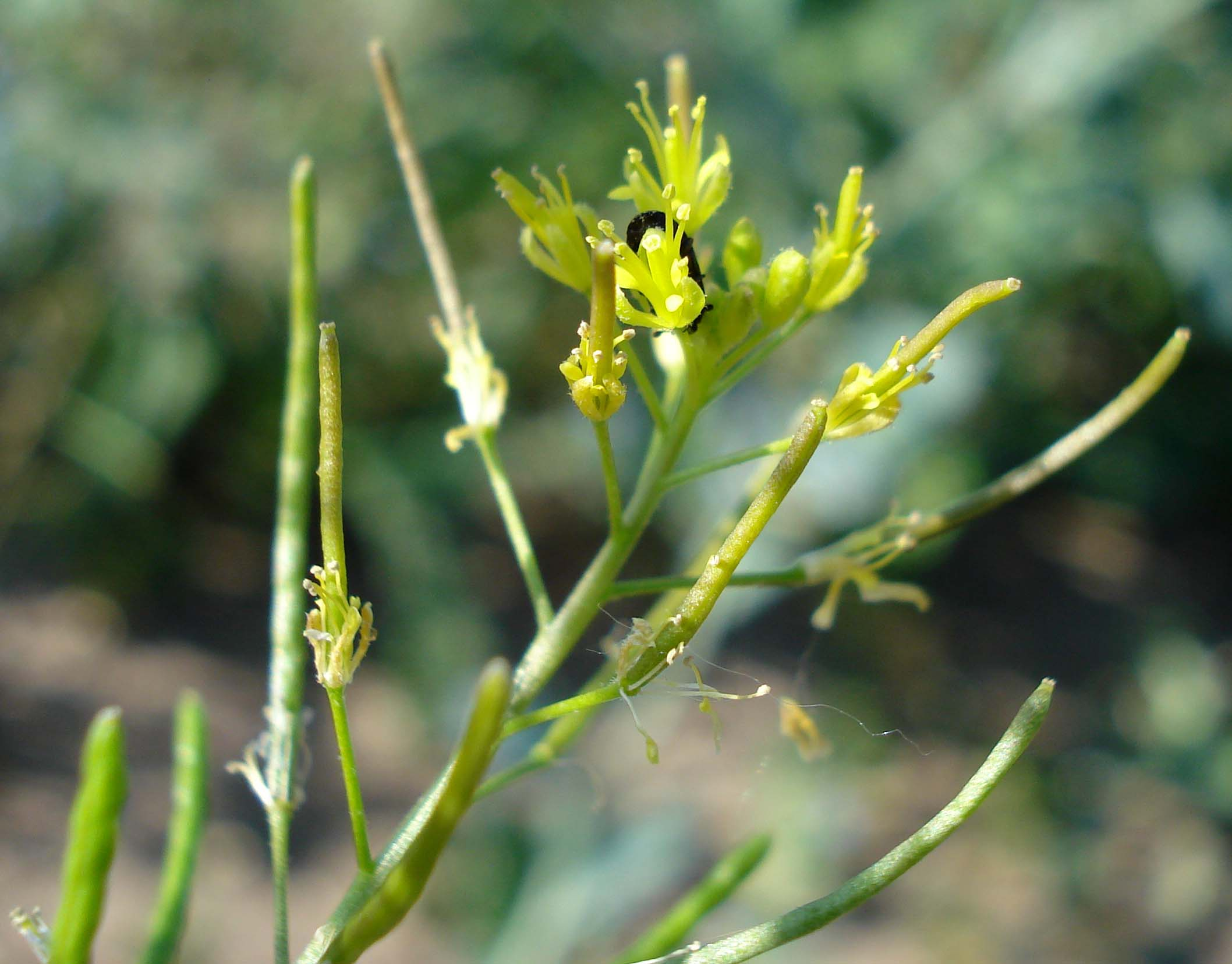
суцвіття
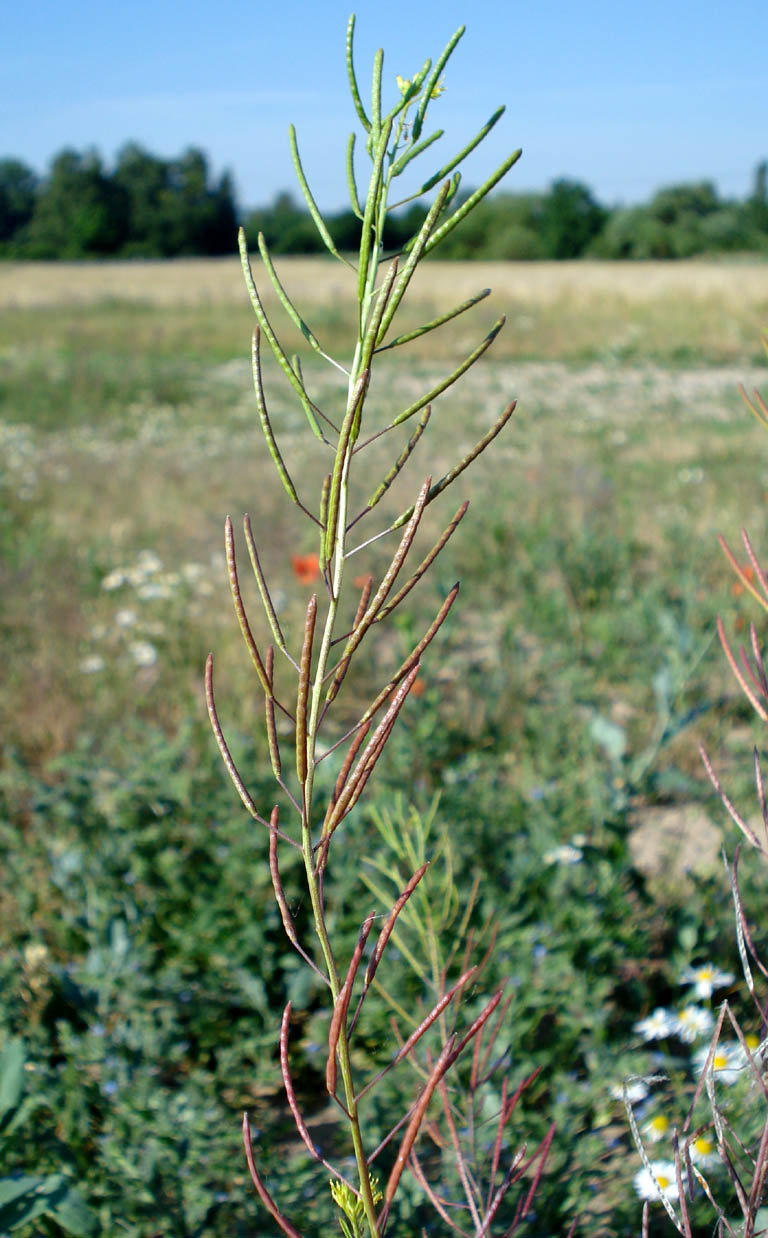
плоди (стручки)
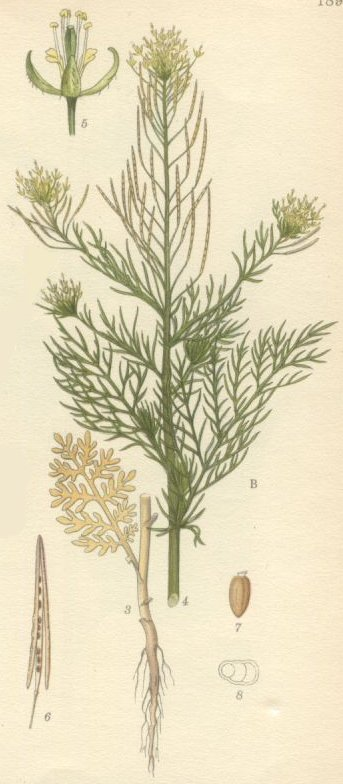
ілюстрація